# Canna (Cosenza)
Cannaés un municipi italià, dins de la província de Cosenza. L'any 2007 tenia 828 habitants. Limita amb els municipis de Montegiordano, Nocara, Nova Siri (MT), Oriolo i Rocca Imperiale.

## Administració
| Període | Identitat         | Partit        |
| ------- | ----------------- | ------------- |
| 2006-   | Alberto Cosentino | Llista Cívica |